# 그린 플랜
그린 플랜(Green plan)은 사회활동을 할 수 있는 나이이지만, 기업의 정년 규정에 따라 직장을 그만두는 데서 오는 개인적·사회적 손실을 줄이고 새로운 생활에 적응할 수 있도록 하기 위해서 회사가 교육을 지원하는 프로그램이다.